# Rot am See

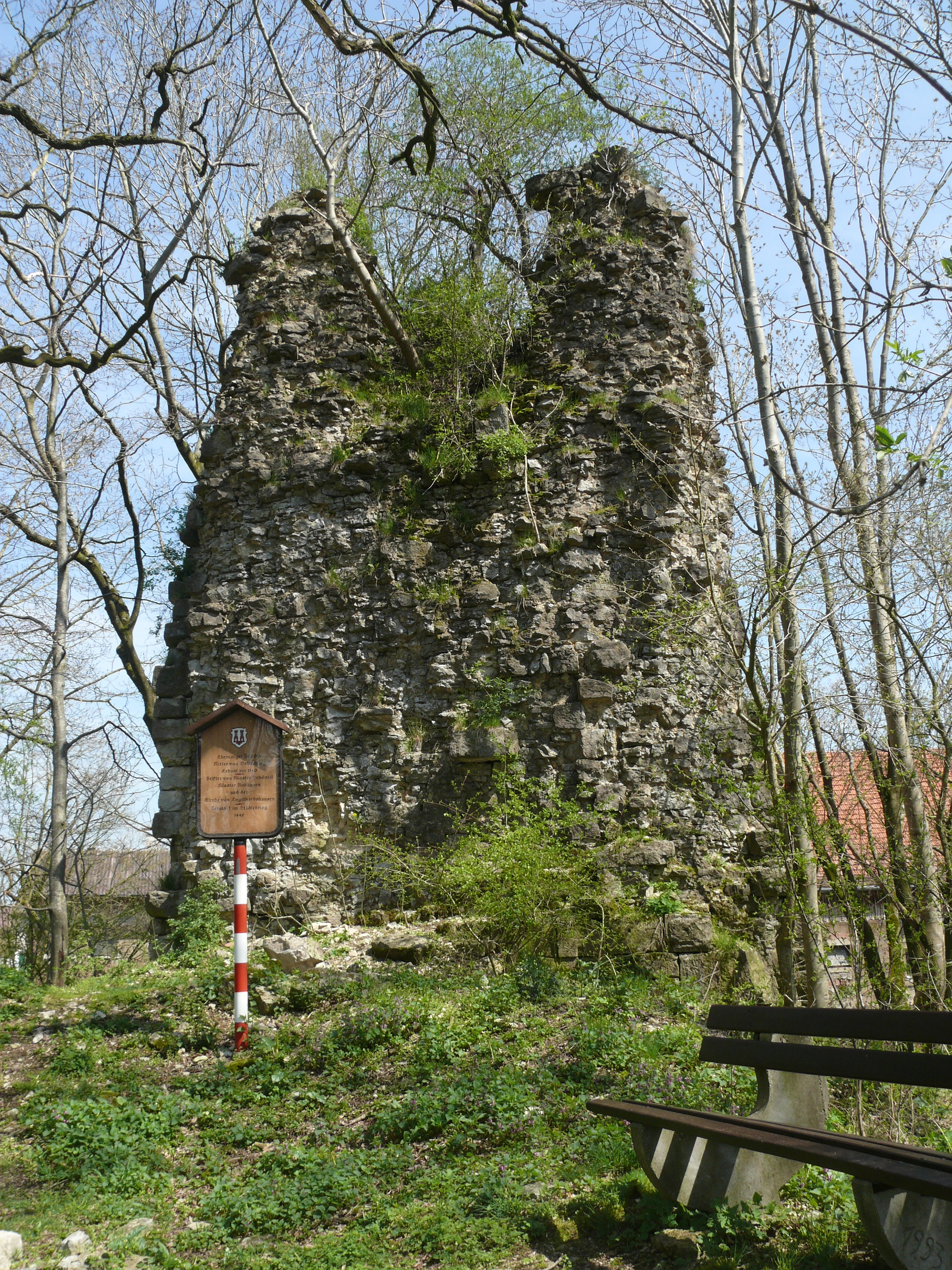
Ruină a vechiului castel

Rot am See este o comună din landul Baden-Württemberg, Germania.

## Orașe înfrățite
- Weyersheim, Franța din  2000
- Chatte, Franța din  2002

1. ↑   http://www.statistik.baden-wuerttemberg.de/BevoelkGebiet/Bevoelkerung/01515020.tab?R=GS127071 Lipsește sau este vid: |title= (ajutor)